# InterContinental Hotels Group
InterContinental Hotels Group  è una catena multinazionale di alberghi con sede a Denham nel Regno Unito.
È la più grande società di hotel al mondo per numero di stanze (914.928 nel maggio 2023) e possiede 6.179 hotel in oltre 100 Paesi .
Tra i suoi marchi possiede Candlewood Suites, Crowne Plaza, Even, Holiday Inn, Holiday Inn Express, Hotel Indigo, Hualuxe, InterContinental and Staybridge Suites.
Circa 3900 hotel operano medianti accordi di franchise, 652 sono gestiti da imprese ma di proprietà indiretta, e 10 di proprietà diretta.
InterContinental Hotels è sul listino primario della Borsa di Londra e fa parte dell'indice FTSE 100. Invece nella Borsa di New York si trova quotata nel listino secondario.